# Ecclesden Manor

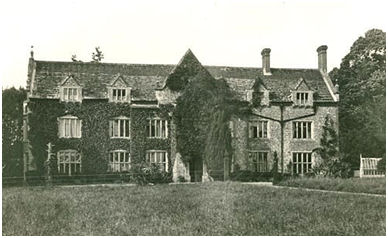
Ecclesdon Manor, Angmering, West Sussex, Inglaterra.

Ecclesden Manor é uma casa de campo listada de Grau II * em Angmering, West Sussex, na Inglaterra. Foi construída para John Forster em 1634.